# تاتسويا موريتا
تاتسويا موريتا (باليابانية: 守田 達弥) (3 أغسطس 1990 في واكبا-كو في اليابان – )؛ هو لاعب كرة قدم ياباني سابق كان يلعب كحارس مرمى.

## وصلات خارجية
- تاتسويا موريتا على موقع رابطة كرة القدم اليابانية للمحترفين (اليابانية)
- تاتسويا موريتا على موقع إي إس بي إن إف سي (الإنجليزية)
- تاتسويا موريتا على موقع قاعدة بيانات كرة القدم.إي يو (الإنجليزية)
- تاتسويا موريتا على موقع Soccerbase.com (لاعب) (الإنجليزية)
- تاتسويا موريتا على موقع Soccerway.com (الإنجليزية)
- تاتسويا موريتا على موقع عالم كرة القدم.نت (الإنجليزية)
- تاتسويا موريتا على موقع كووورة